# Seznam českých příjmení, Á
Toto je seznam českých příjmení začínajících na písmeno Á. Seznam zahrnuje pouze příjmení s nejméně deseti mužskými nositeli.
| Příjmení | Počet | Přechýleně | Počet | ORP s největší hustotou |
| -------- | ----- | ---------- | ----- | ----------------------- |
| Áč       | 25    | Áčová      | 21    | Břeclav                 |
| Ádi      | 20    | Ádiová     | 27    | Teplice                 |
| Ábel     | 20    | Ábelová    | 19    | Tachov                  |
| Ács      | 19    | Ácsová     | 22    | Svitavy                 |
| Álló     | 17    | Állóová    | 6     | Velké Meziříčí          |
| Árvay    | 16    | Árvayová   | 5     | Bohumín                 |
| Ágh      | 14    | Ághová     | 10    | Ostrov                  |
| Ádám     | 11    | Ádámová    | 15    | Litvínov                |
| Árvai    | 10    | Árvaiová   | 6     | Bruntál                 |
| Ábrahám  | 10    | Ábrahámová | 4     | Poděbrady               |